# David Morrell
David Morrell (Kitchener, 24 aprile 1943) è uno scrittore e critico letterario canadese.
È l'ideatore della saga di Rambo (titolo originale: First Blood), il suo primo romanzo pubblicato nel 1972, da cui poi è stata tratta la serie di film con Sylvester Stallone.
Ha vissuto per molti anni negli Stati Uniti, dove ha lavorato presso l'Università dell'Iowa dal 1970 al 1986.
Nel 2007-2008 ha scritto una serie limitata di Capitan America intitolata Il prescelto (The Chosen).

## Opere[1]

### Narrativa
- 1972 Primo sangue (First Blood), pubblicato in Italia anche con i titoli Primo sangue e Rambo 1
- 1975 Testament
- 1977 L'ultimo risveglio (Last Reveille)
- 1979 Il totem (The Totem)[2]
- 1982 Blood Oath
- 1983 The Hundred-Year Christmas
- 1984 La Confraternita della Rosa (The Brotherhood of the Rose)
- 1985 The Fraternity of the Stone
- 1985 Rambo II: la vendetta (Rambo (First Blood Part II))
- 1987 The League of Night and Fog
- 1988 Rambo III
- 1990 La quinta professione (The Fifth Profession)
- 1991 The Covenant of the Flame
- 1993 Falsa identità (Assumed Identity)
- 1994 Braccato (Desperate Measures)
- 1994 The Totem (Complete and Unaltered)
- 1996 Il rifiuto (Extreme Denial)
- 1998 Double Image
- 1999 Black Evening
- 2000 Burnt Sienna
- 2002 Long Lost
- 2003 The Protector
- 2004 Nightscape
- 2005 Paragon Hotel (Creepers)
- 2007 Il gioco del tempo (Scavenger)
- 2008 The Spy Who Came for Christmas
- 2009 The Shimmer
- 2010 The Naked Edge
- 2013 La perfezione del male (Murder as a Fine Art)

### Altri libri
- 1976 John Barth: An Introduction
- 1988 Fireflies: A Father's Tale of Love and Loss
- 2000 American Fiction, American Myth: Essays by Philip Young
- 2008 The Successful Novelist